# Organisation des femmes angolaises
L’Organisation des femmes angolaises (en portugais : Organização da Mulher Angolana, OMA) est une association angolaise  qui mobilise des femmes en soutien au Mouvement populaire de libération de l’Angola (MPLA). Elle est fondée 1962 par Deolinda Rodrigues Francisco de Almeida et d'autres  membres.

## Présentation
Fondée en 1962 pour appuyer le MPLA, l’Organisation des femmes angolaises devient après l’indépendance de l’Angola en 1975 un espace pour l’activisme féminin au sein du pouvoir local.
De 1985 à 1987, l’effectif de ses membres. La violence rurale et l’instabilité découragent les adhérentes en zones éloignées. C’est aussi durant cette période que l’Angola adopte ses premières lois anti-discrimination et impose l’alphabétisation comme outil de soutien aux femmes sans instruction.
En 1976, elle met en place son premier organe exécutif national et élit Ruth Neto comme coordonnatrice nationale. Lors de la restructuration de 1983, elle devient secrétaire générale et dirige un comité national de 53 membres durant de deux décennies. L’OMA développe l’éducation des femmes, lance des programmes d’alphabétisation et contribue à l’adoption de lois interdisant la discrimination fondée sur le sexe dans les salaires et les conditions de travail.

## Note et Références

### Note
- (en) Cet article est partiellement ou en totalité issu de l’article de Wikipédia en anglais intitulé « Organization of Angolan Women » (voir la liste des auteurs).